# علی‌نقی‌لر
علی‌نقی‌لر (به لاتین: Əlinağılar) یک منطقه مسکونی در جمهوری آذربایجان است که در شهرستان گده‌بی واقع شده‌است. این منطقه ۱۳۲۰ نفر جمعیت دارد.
بر اساس اطلاعاتی که مردم محلی داده‌اند، این شهرک در اوایل قرن نوزدهم توسط شخصی به نام علی‌نقی که از روستای سادیگلی (اکنون در منطقه آگستافه) آمده‌است، ساخته شده‌است.